# جون ويلسون (لاعب كرة قدم)
جون ويلسون (بالإنجليزية: John Wilson)‏ (و. 1977  م) هو لاعب كرة قدم، من الولايات المتحدة، ولد في سينيكا، يلعب كمُدَافِع.

## روابط خارجية
- جون ويلسون على موقع الدوري الأمريكي (الإنجليزية)
- جون ويلسون على موقع قاعدة بيانات كرة القدم.إي يو (الإنجليزية)
- جون ويلسون على موقع Soccerway.com (الإنجليزية)